# Neororea sorenseni
Neororea sorenseni là một loài nhện trong họ Amphinectidae. Loài này phân bố ở Aucklandeilanden.